# Sigournais
Sigournais est une commune française située dans le département de la Vendée, en région Pays de la Loire.

## Géographie
Le territoire municipal de Sigournais s'étend sur 1 846 hectares. L'altitude moyenne de la commune est de 78 mètres, avec des niveaux fluctuant entre 42 et 106 mètres,.
| Saint-Germain-de-Prinçay | Saint-Prouant | Monsireigne          |
|                          | Sigournais    | Chavagnes-les-Redoux |
| Chantonnay               |               | Bazoges-en-Pareds    |

### Climat
Pour des articles plus généraux, voir Climat des Pays de la Loire et Climat de la Vendée.
En 2010, le climat de la commune est de type climat océanique altéré, selon une étude du CNRS s'appuyant sur une série de données couvrant la période 1971-2000. En 2020, Météo-France publie une typologie des climats de la France métropolitaine dans laquelle la commune est exposée à un climat océanique et est dans la région climatique  Bretagne orientale et méridionale, Pays nantais, Vendée, caractérisée par une faible pluviométrie en été et une bonne insolation. 
Pour la période 1971-2000, la température annuelle moyenne est de 11,8 °C, avec une amplitude thermique annuelle de 14,2 °C. Le cumul annuel moyen de précipitations est de 851 mm, avec 11,9 jours de précipitations en janvier et 6,6 jours en juillet. Pour la période 1991-2020, la température moyenne annuelle observée sur la station météorologique de Météo-France la plus proche, « St-Fulgent_sapc », sur la commune de Saint-Fulgent à 22 km à vol d'oiseau, est de 12,6 °C et le cumul annuel moyen de précipitations est de 815,9 mm,. Pour l'avenir, les paramètres climatiques de la commune estimés pour 2050 selon différents scénarios d'émission de gaz à effet de serre sont consultables sur un site dédié publié par Météo-France en novembre 2022.

## Urbanisme

### Typologie
Au 1er janvier 2024, Sigournais est catégorisée commune rurale à habitat dispersé, selon la nouvelle grille communale de densité à sept niveaux définie par l'Insee en 2022.
Elle est située hors unité urbaine. Par ailleurs la commune fait partie de l'aire d'attraction de Chantonnay, dont elle est une commune de la couronne,. Cette aire, qui regroupe 10 communes, est catégorisée dans les aires de moins de 50 000 habitants,.

### Occupation des sols
L'occupation des sols de la commune, telle qu'elle ressort de la base de données européenne d’occupation biophysique des sols Corine Land Cover (CLC), est marquée par l'importance des territoires agricoles (92,3 % en 2018), une proportion identique à celle de 1990 (92,3 %). La répartition détaillée en 2018 est la suivante : 
terres arables (49,7 %), zones agricoles hétérogènes (37,5 %), prairies (5,1 %), zones urbanisées (3,7 %), eaux continentales (2,7 %), forêts (1,4 %). L'évolution de l’occupation des sols de la commune et de ses infrastructures peut être observée sur les différentes représentations cartographiques du territoire : la carte de Cassini (XVIIIe siècle), la carte d'état-major (1820-1866) et les cartes ou photos aériennes de l'IGN pour la période actuelle (1950 à aujourd'hui).

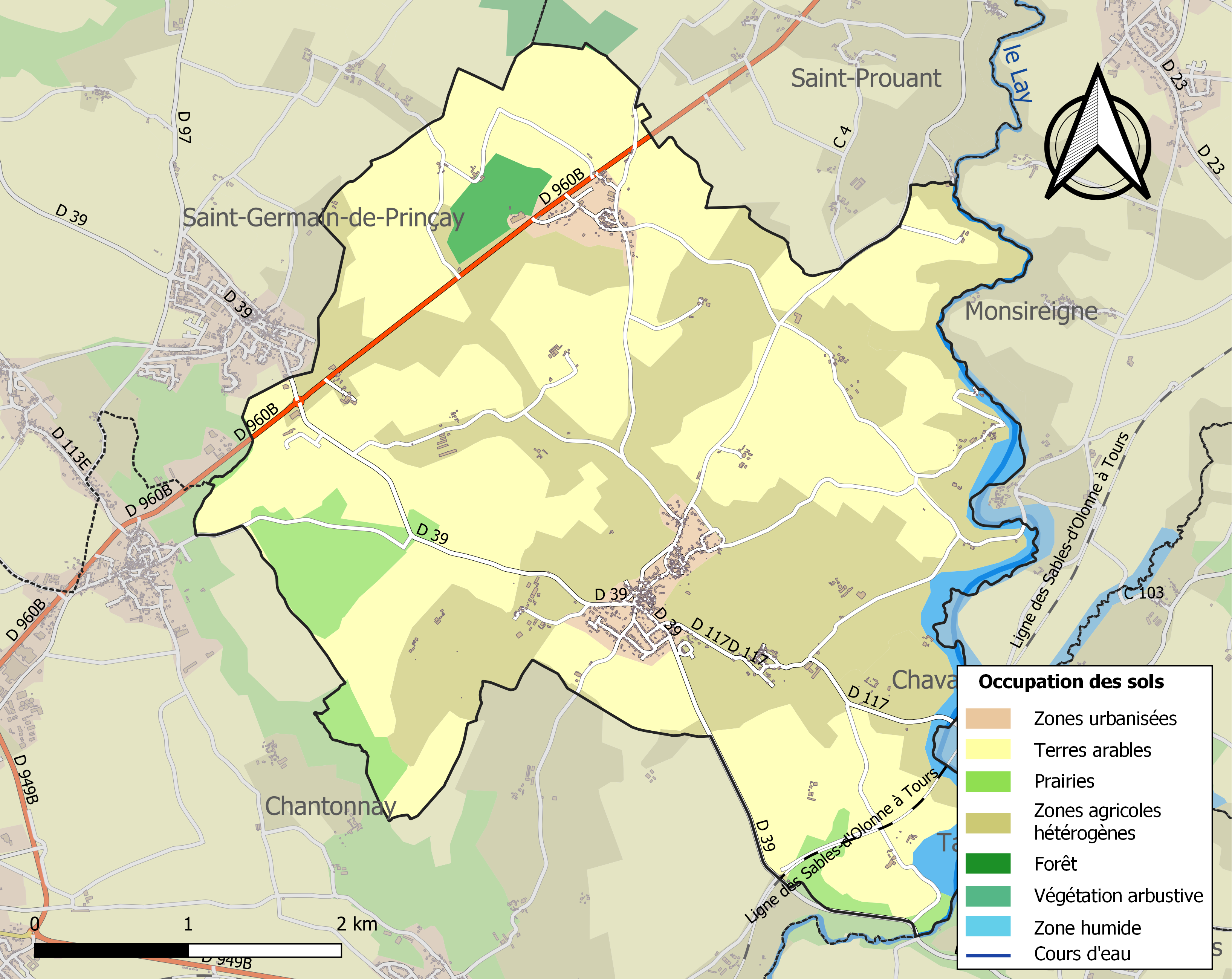
Carte des infrastructures et de l'occupation des sols de la commune en 2018 (CLC).

## Toponymie
On trouve le nom sous la forme Segurniaci en 1080.
En poitevin, la commune est appelée Sigournaes. Celle de Chassais-l’Église, absorbée en 1827, portait le nom de Chaçàe.

## Histoire
Le Château fut incendié pendant la révolution Française plus précisément pendant la guerre de Vendée. 

## Emblèmes

### Héraldique
| Blason | Blasonnement : D'or au château couvert de sable, girouetté du même, ouvert, ajouré et crénelé d'argent, au chef de vair de deux tires. |

### Devise
La devise de Sigournais : Olim Vinum Meum Laudabatur.

## Politique et administration

### Liste des maires
| Période                                  | Période   | Identité                            | Étiquette | Qualité                          |
| ---------------------------------------- | --------- | ----------------------------------- | --------- | -------------------------------- |
| 1812                                     | 1829      | Louis Eugène Blanpain de Saint-Mars |           |                                  |
| 1879                                     | 1879      | René Eugène Blanpain de Saint-Mars  |           |                                  |
| 1879                                     | 1881      | Victor Mercier de Lépinay           |           |                                  |
| 1881                                     | 1889      | René Eugène Blanpain de Saint-Mars  |           |                                  |
|                                          | mars 2008 | Jean Poupon                         |           |                                  |
| mars 2008                                | mai 2020  | Michel Giraud                       |           | agent de maîtrise en maintenance |
| mai 2020                                 | En cours  | Jean-Marcel Grimaud                 |           | retraité                         |
| Les données manquantes sont à compléter. |           |                                     |           |                                  |

## Population et société

### Démographie

#### Évolution démographique
L'évolution du nombre d'habitants est connue à travers les recensements de la population effectués dans la commune depuis 1793. Pour les communes de moins de 10 000 habitants, une enquête de recensement portant sur toute la population est réalisée tous les cinq ans, les populations de référence des années intermédiaires étant quant à elles estimées par interpolation ou extrapolation. Pour la commune, le premier recensement exhaustif entrant dans le cadre du nouveau dispositif a été réalisé en 2007.

En 2022, la commune comptait 972 habitants, en évolution de +9,95 % par rapport à 2016 (Vendée : +5,33 %, France hors Mayotte : +2,11 %).
| 1793 | 1800 | 1806 | 1821 | 1831 | 1836 | 1841 | 1846 | 1851 |
| ---- | ---- | ---- | ---- | ---- | ---- | ---- | ---- | ---- |
| 500  | 452  | 598  | 713  | 765  | 800  | 786  | 789  | 810  |

| 1856 | 1861 | 1866 | 1872 | 1876 | 1881 | 1886 | 1891 | 1896 |
| ---- | ---- | ---- | ---- | ---- | ---- | ---- | ---- | ---- |
| 814  | 834  | 874  | 876  | 892  | 943  | 954  | 963  | 956  |

| 1901 | 1906 | 1911 | 1921 | 1926 | 1931 | 1936 | 1946 | 1954 |
| ---- | ---- | ---- | ---- | ---- | ---- | ---- | ---- | ---- |
| 936  | 976  | 956  | 875  | 842  | 809  | 857  | 834  | 852  |

| 1962 | 1968 | 1975 | 1982 | 1990 | 1999 | 2006 | 2007 | 2012 |
| ---- | ---- | ---- | ---- | ---- | ---- | ---- | ---- | ---- |
| 789  | 701  | 688  | 761  | 789  | 812  | 828  | 830  | 853  |

| 2017 | 2022 | - | - | - | - | - | - | - |
| ---- | ---- | - | - | - | - | - | - | - |
| 896  | 972  | - | - | - | - | - | - | - |

#### Pyramide des âges
En 2018, le taux de personnes d'un âge inférieur à 30 ans s'élève à 37,6 %, soit au-dessus de la moyenne départementale (31,6 %). À l'inverse, le taux de personnes d'âge supérieur à 60 ans est de 24,7 % la même année, alors qu'il est de 31,0 % au niveau départemental.
En 2018, la commune comptait 470 hommes pour 440 femmes, soit un taux de 51,65 % d'hommes, largement supérieur au taux départemental (48,84 %).
Les pyramides des âges de la commune et du département s'établissent comme suit.
| Hommes | Classe d’âge | Femmes |
| ------ | ------------ | ------ |
| 0,2    | 90 ou +      | 1,2    |
| 4,6    | 75-89 ans    | 7,4    |
| 18,5   | 60-74 ans    | 17,7   |
| 20,6   | 45-59 ans    | 18,0   |
| 18,3   | 30-44 ans    | 18,4   |
| 15,1   | 15-29 ans    | 17,3   |
| 22,8   | 0-14 ans     | 20,0   |

| Hommes | Classe d’âge | Femmes |
| ------ | ------------ | ------ |
| 0,8    | 90 ou +      | 2,2    |
| 8,7    | 75-89 ans    | 11,1   |
| 20,3   | 60-74 ans    | 21,3   |
| 20     | 45-59 ans    | 19,4   |
| 17,5   | 30-44 ans    | 16,8   |
| 15     | 15-29 ans    | 13,2   |
| 17,7   | 0-14 ans     | 16,1   |

## Lieux et monuments
- Église Saint-Saturnin.

### Le château de Sigournais

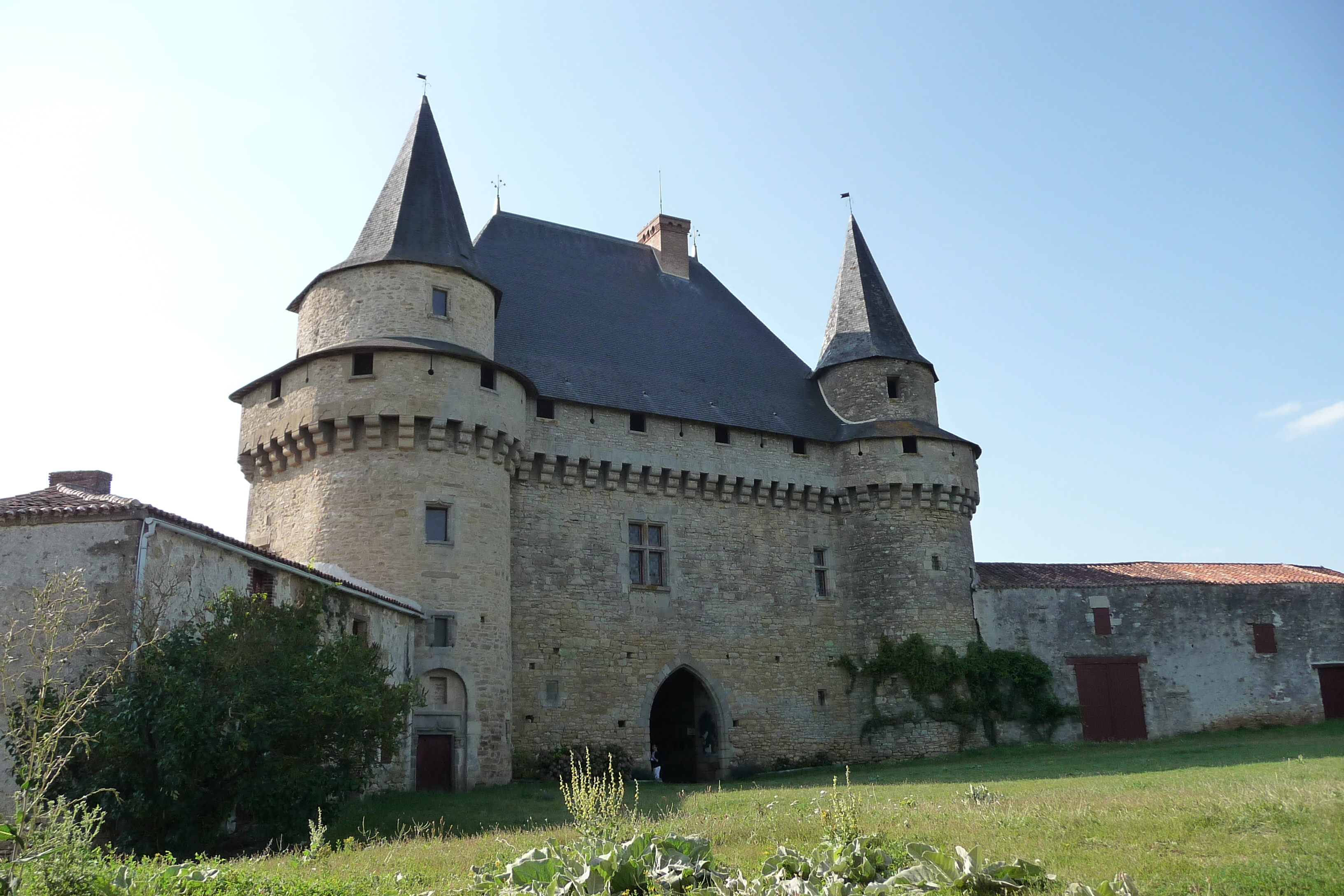
Le château.

Ce château féodal a été rebâti au XVe siècle par Philibert de Sainte-Flayve. Présentement, il abrite une exposition héraldique permanente, ainsi que des expositions temporaires.

## Pour approfondir